# Tirso Lorente
Tirso Lorente (Madrid, 26 de febrero de 1954 - Madrid, 9 de junio de 2012) fue un entrenador de baloncesto español. Desempeñó el cargo de segundo entrenador del Real Madrid de baloncesto y dirigió también las categorías inferiores del mismo club.
Lorente dirigió a varios equipos en las categorías inferiores del club blanco y fue segundo entrenador del primer equipo del Real Madrid con Clifford Luyk, Miguel Ángel Martín, Julio Lamas, Božidar Maljković y Emanuele Molin.